# Col du Soum Blanc
Le col du Soum Blanc est un col de montagne pédestre frontalier des Pyrénées à 2 578 ou 2 581 mètres d'altitude entre le département français des Hautes-Pyrénées, en Occitanie, et la province de Huesca, en Aragon, sur la frontière franco-espagnole.
Il relie la vallée de Sausse Dessus en Lavedan à la vallée de Bujaruelo en Aragon.

## Toponymie
Soum est un terme occitan signifiant « sommet », très usité dans les toponymes pyrénéens.

## Géographie
Le col du Soum Blanc est encadré par le pic de Gabiet (2 716 m) à l'ouest et le soum Blanc des Espécières (2 685 m) à l'est. Côté francais, le col se trouve dans la petite vallée de Sausse Dessus intégrée dans la vallée d'Ossoue.

### Hydrographie
Le col délimite la ligne de partage des eaux entre le bassin de l'Adour, qui se déverse dans l'Atlantique côté nord, et le bassin de l'Èbre, qui coule vers la Méditerranée côté sud.

## Protection environnementale
Le col est situé dans le parc national des Pyrénées et fait partie d'une zone naturelle protégée, classée ZNIEFF de type 1, « vallons d'Ossoue et d'Aspé », et de type 2, « haute vallée du gave de Pau : vallées de Gèdre et Gavarnie ».

## Voies d'accès
On y accède depuis Gavarnie par le sentier de grande randonnée GR 10 qui passe par le refuge de la Grange de Holle jusqu'à la cabane de Sausse Dessus et suivre le sentier qui longe le ruisseau de Sausse Dessus. Côté espagnol, versant sud, depuis la vallée de Bujaruelo, au depart du village San Nicolás de Bujaruelo par le lac de la Bernatoire.